# 悲观并发控制
在关系数据库管理系统里，悲观并发控制（又名“悲观锁”，Pessimistic Concurrency Control，缩写“PCC”）是一种并发控制的方法。它可以阻止一个事务以影响其他用户的方式来修改数据。如果一个事务执行的操作读某行数据应用了锁，那只有当这个事务把锁释放，其他事务才能够执行与该锁冲突的操作。
悲观并发控制主要用于数据争用激烈的环境，以及发生并发冲突时使用锁保护数据的成本要低于回滚事务的成本的环境中。

## 优点与不足
悲观并发控制实际上是“先取锁再访问”的保守策略，为数据处理的安全提供了保证。但是在效率方面，处理加锁的机制会让数据库产生额外的开销，还有增加产生死锁的机会；另外，在只读型事务处理中由于不会产生冲突，也没必要使用锁，这样做只能增加系统负载；还有会降低了并行性，一个事务如果锁定了某行数据，其他事务就必须等待该事务处理完才可以处理那行数据。